# Грејнфилд (Канзас)
Грејнфилд (енгл. Grainfield) град је у америчкој савезној држави Канзас.

## Демографија
По попису из 2010. године број становника је 277, што је 50 (-15,3%) становника мање него 2000. године.
| Група             | 2000.       | 2010.        |
| Белци             | 314 (96,0%) | 277 (100,0%) |
| Афроамериканци    | 0 (0,0%)    | 0 (0,0%)     |
| Азијати           | 0 (0,0%)    | 0 (0,0%)     |
| Хиспаноамериканци | 10 (3,1%)   | 0 (0,0%)     |
| Укупно            | 327         | 277          |